# Kmeri
Kmeri (Khmeri) su narod u jugoistočnoj Aziji koji broji oko 13 milijuna pripadnika, najviše u Kambodži (11 milijuna), te uz deltu Mekonga.

## Povijest
Kmeri stvaraju svoje prve države od 1. stoljeća, da bi u 7. stoljeću vladali srednjom Indokinom (država Čenla). U 11. stoljeću kralj Jayavarman II. postaje „vladar svijeta“ i tada se po prvi put spominje država Kambodža. U 12. stoljeću Kambodža postaje najjačom državom u Indokini s prijestolnicom u veličanstvenom Angkoru gdje se nalazi preko 1000 hramova sjajne arhitekture (Angkor Wat i dr.). 
Kako su bili u stalnim sukobima sa susjednim narodima (Tajland, Vijetnam, Sijam), Kmeri su bili prisiljeni 1434. godine napustiti Angkor i od tada prijestolnicom postaje Phnom Pen.
Khmer Loeu (Planinski Kmeri) je naziv za srodne etničke grupe koje nastanjuju sjeverni planinski dio Kambodže te govore jezicima iz Mon-Khmer grupe austroazijske obitelji jezika.
Naziv se počeo koristiti 1960-ih kada je kambodžanska vlada započela ambiciozni program s ciljem da se ta plemena asimiliraju u kambodžansko društvo i steknu "kmerski" nacionalni identitet, iako su mnoga od njih uopće ni po jeziku ni po kulturi nisu srodna Kmerima.

## Kultura
U ranoj povijesti Kmera, u kulturi i religiji Kmera prevladavali su indijski utjecaji (hinduizam i budizam). Kmeri su vjerovali u božanski kult vladara te su štovali kraljeve-bogove kojima su se rado odazivali u velikim građevinskim pothvatima gdje su radili u poluropskom statusu. Žene su imale izvanredan status u kmerskom društvu, te su se samo one smjele baviti trgovinom.

## Poveznice
- Kmersko Carstvo
- Angkor
- Crveni kmeri

## Vanjske poveznice
- Centar za Kmerske studije
- Khmerkrom.com  Arhivirana inačica izvorne stranice od 29. rujna 2007. (Wayback Machine)